# Palamas (Gemeinde)
Palamas (griechisch Παλαμάς) ist eine Gemeinde der griechischen Region Thessalien. Verwaltungssitz der Gemeinde ist die gleichnamige Kleinstadt Palamas.

## Lage
Die Gemeinde liegt im Norden der thessalischen Tiefebene im Zentrum der Region Thessalien. Der Pinios durchfließt das nördliche Gemeindegebiet und bildet streckenweise die Grenze zur Gemeinde Farkadona. Der Berg Titanos markiert die nordöstlichste Stelle der Gemeinde und ist mit 693 Metern über dem Meer zugleich deren höchste Erhebung. Benachbarte Gemeinden sind im Nordosten Larisa, im Osten Kileler, im Südosten Farsala, im Süden Sofades und Karditsa, im Südwesten und Westen Mouzaki und Trikala.

## Verwaltungsgliederung
Die Gemeinde wurde nach der Verwaltungsreform 2010 aus dem Zusammenschluss der ehemaligen Gemeinden Palamas, Fyllo und Sellana gebildet. Verwaltungssitz der Gemeinde ist die Kleinstadt Palamas. Die ehemaligen Gemeinden bilden seither Gemeindebezirke. Die Gemeinde ist weiter in den Stadtbezirk Palamas und 19 Ortsgemeinschaften untergliedert.
| Gemeindebezirk | griechischer Name         | Code   | Fläche (km²) | Einwohner 2011 | Stadtbezirke / Ortsgemeinschaften (Δημοτική / Τοπική Κοινότητα)                          | Lage |
| -------------- | ------------------------- | ------ | ------------ | -------------- | ---------------------------------------------------------------------------------------- | ---- |
| Palamas        | Δημοτική Ενότητα Παλαμά   | 230501 | 153,864      | 8.903          | Palamas, Agios Dimitrios, Vlochos, Gorgovites, Kalyvakia, Koskinas, Markos, Metamorfosis |      |
| Sellana        | Δημοτική Ενότητα Σελλάνων | 230502 | 089,020      | 4.551          | Agia Trias, Kalogriana, Marathea, Pedino, Proasti                                        |      |
| Fyllo          | Δημοτική Ενότητα: Φύλλου  | 230503 | 139,437      | 3.272          | Astritsa, Itea, Lefki, Orfana, Petrino, Sykees, Fyllo                                    |      |
| Gesamt         | Gesamt                    | 2305   | 382,321      | 16.726         |                                                                                          |      |